# Emmy Lopes Dias
Pour les articles homonymes, voir Lopes et Dias.
Emmy Lopes Dias (née le 4 août 1919 à Hilversum aux Pays-Bas et morte le 25 mars 2005  à Laren aux Pays-Bas) est une actrice néerlandaise.

## Filmographie
- 1975 : Uit de wereld van Roald Dahl (TV)
- 1978 : Pinkeltje